# Nidda (Hesse)
Nidda est une municipalité allemande située dans le land de la Hesse et l'arrondissement de Wetterau.

## Histoire
| Appartenances historiques Comté de Ziegenhain 1206–1450 Landgraviat de Hesse 1450–1458 Landgraviat de Haute-Hesse 1458–1500 Landgraviat de Hesse 1500–1567 Landgraviat de Hesse-Marbourg 1567–1604 Landgraviat de Hesse-Darmstadt 1604–1806 Grand-duché de Hesse 1806–1918 République de Weimar 1918–1933 Reich allemand 1933–1945 Allemagne occupée 1945–1949 Allemagne 1949–présent |

## Personnalités nées à Nidda
- Jean Pistorius (1546-1608), théologien catholique